# Athies-sous-Laon
Athies-sous-Laon es una comuna francesa, situada en el departamento de Aisne, de la región de Alta Francia.

## Demografía
| 1 255 | 1 603 | 1 894 | 2 081 | 2 128 | 2 132 | 2 462 | 2 602 |
| Para los censos de 1962 a 1999 la población legal corresponde a la población sin duplicidades (Fuente: INSEE [Consultar]) |       |       |       |       |       |       |       |